# Alpha Ethniki 1986/87
Die Alpha Ethniki 1986/87 war die 51. Spielzeit der höchsten griechischen Fußballmeisterschaft. Olympiakos Piräus gewann den 25. Meistertitel der Vereinsgeschichte und qualifizierte sich für den Europapokal der Landesmeister 1987/88. Vorjahrestitelträger Panathinaikos Athen wurde mit zehn Punkten Rückstand Vizemeister.
Pokalsieger OFI Kreta sowie neben Panathinaikos auch Panionios Athen qualifizierten sich für den Europapokal. Gegenüber dem Vorjahr wurde die Anzahl der Absteiger auf drei erhöht, so dass Doxa Dramas, Apollon Smyrnis und PAS Giannina in die Beta Ethniki abstiegen.
An den letzten drei Spieltagen traten abgesehen von Olympiakos Piräus, Panathinaikos Athen, OFI Kreta und Panionios Athen alle Mannschaften in einen Streik. Entsprechende Partien wurden als verloren gewertet, zudem erhielten die Mannschaften sechs Punkt abgezogen. AEK Athen erhielt zusätzlich einen Abzug von drei Punkten aufgrund Spielmanipulationen in der Vorsaison.
Olympiakos-Stürmer Nikolaos Anastopoulos wurde mit 16 Saisontoren zum vierten Mal Torschützenkönig in Griechenland.

## Abschlusstabelle
| Pl. | Verein                     | Sp. | S  | U  | N  | Tore    | Diff. | Punkte |
| --- | -------------------------- | --- | -- | -- | -- | ------- | ----- | ------ |
| 1.  | Olympiakos Piräus          | 30  | 22 | 5  | 3  | 054:240 | +30   | 49:11  |
| 2.  | Panathinaikos Athen (M, P) | 30  | 15 | 9  | 6  | 046:300 | +16   | 39:21  |
| 3.  | OFI Kreta                  | 30  | 17 | 4  | 9  | 044:270 | +17   | 38:22  |
| 4.  | Panionios Athen            | 30  | 11 | 11 | 8  | 036:220 | +14   | 33:27  |
| 5.  | PAOK Thessaloniki          | 30  | 13 | 9  | 8  | 039:230 | +16   | 29:25  |
| 6.  | Iraklis Thessaloniki       | 30  | 13 | 5  | 12 | 034:320 | +2    | 25:29  |
| 7.  | AEK Athen                  | 30  | 10 | 8  | 12 | 031:260 | +5    | 19:32  |
| 8.  | AE Larisa                  | 30  | 10 | 5  | 15 | 024:310 | −7    | 19:35  |
| 9.  | Veria FC (N)               | 30  | 10 | 5  | 15 | 030:430 | −13   | 19:35  |
| 10. | Ethnikos Piräus            | 30  | 8  | 8  | 14 | 032:400 | −8    | 18:36  |
| 11. | Aris Thessaloniki          | 30  | 10 | 4  | 16 | 026:300 | −4    | 18:36  |
| 12. | Apollon Kalamarias         | 30  | 8  | 7  | 15 | 021:350 | −14   | 17:37  |
| 13. | Diagoras Rhodos (N)        | 30  | 9  | 4  | 17 | 029:330 | −4    | 16:38  |
| 14. | Doxa Dramas                | 30  | 6  | 9  | 15 | 029:360 | −7    | 15:39  |
| 15. | Apollon Smyrnis            | 28  | 6  | 8  | 14 | 028:450 | −17   | 14:36  |
| 16. | PAS Giannina               | 30  | 5  | 7  | 18 | 029:430 | −14   | 11:43  |

Platzierungskriterien: 1. Punkte – 2. Direkter Vergleich (Punkte, Tordifferenz, geschossene Tore) – 3. Tordifferenz – 4. geschossene Tore

| (M) | amtierender griechischer Meister     |
| (P) | amtierender griechischer Pokalsieger |
| (N) | Neuaufsteiger aus der Beta Ethniki   |

## Torschützenliste
| Pl. | Name                    | Verein              | Tore |
| --- | ----------------------- | ------------------- | ---- |
| 01. | Nikolaos Anastopoulos   | Olympiakos Piräus   | 16   |
| 02. | Dimitrios Saravakos     | Panathinaikos Athen | 13   |
| 02. | Michail Waltschew       | Doxa Dramas         | 13   |
| 02. | Georgios Vlastos        | OFI Kreta           | 13   |
| 05. | Sakis Anastasiadis      | Panathinaikos Athen | 10   |
| 05. | Panagiotis Tsalouchidis | Veria FC            | 10   |